# بوبي سميث (مغني)
بوبي سميث (بالإنجليزية: Bobby Smith)‏ هو مغني أمريكي، ولد في 10 أبريل 1936 في ديترويت في الولايات المتحدة، وتوفي في 16 مارس 2013 في أورلاندو في الولايات المتحدة.

## وصلات خارجية
- بوبي سميث على موقع ميوزك برينز (الإنجليزية)
- بوبي سميث على موقع ديسكوغز (الإنجليزية)